# Maria Lipszyc-Balsigerowa
Maria Lipszyc-Balsigerowa (ur. 15 lipca 1870 w Bochni, zm. prawdopod. 29 czerwca 1944 w KL Ravensbrück) – polska socjolożka, działaczka społeczna i socjalistyczna pochodzenia żydowskiego, emancypantka, współtwórczyni polskiej socjologii empirycznej.

## Życiorys
Studiowała ekonomię w Berlinie a od 1897 w Zurychu, na tamtejszym uniwersytecie, gdzie doktoryzowała się z nauk społecznych w 1901 pod kierunkiem Heinricha Herknera. Podczas nauki angażowała się w ruch socjalistyczny oraz zainteresowała się zagadnieniami bezrobocia i migracji. Wstąpiła też do Zagranicznego Związku Socjalistów Polskich (1899) – potem był to Oddział Zagraniczny PPS. Pisywała artykuły do „Ogniwa” i „Naprzodu”, które były czasopismami o charakterze lewicowym. Działała też na polu emancypacji kobiet – opublikowała m.in. analizę porównawczą Stanowisko kobiety wobec prawa cywilnego. Pracowała nad wniesieniem zmian do austro-węgierskiego kodeksu cywilnego. W 1908 przeniosła się do Krakowa, gdzie wykładała ekonomię i socjologię na Uniwersytecie Ludowym im. Adama Mickiewicza. Zapisała się do Organizacji Kobiecej Polskiej Partii Socjalno–Demokratycznej. W latach 1910-1930 działała w Polskim Towarzystwie Emigracyjnym oraz współpracowała z "Polskim Przeglądem Emigracyjnym". 
Podczas I wojny światowej pracowała w biurze prac ekonomicznych Naczelnego Komitetu Narodowego w Krakowie. Należała do inicjatorek powstania a następnie była jedną z czołowych działaczek krakowskiego koła Ligi Kobiet Galicji i Śląska (1915-1918). Stała współpracowniczka pisma lig kobiecych "Na Posterunku" (1917-1918). Współpracowała także w latach 1916-1918 z wydawanym w Warszawie pismem PPS-Frakcji Rew. "Jedność Robotnicza". 
Po 1918 przeprowadziła się do Warszawy, gdzie pracowała w Ministerstwie Pracy i Opieki Społecznej początkowo jako referentka w sekcji emigracji i pośrednictwa pracy, a następnie jako radca ministerialny kierowała wydziałem wychodźstwa na kontynent. Uczestniczyła w licznych konferencjach naukowych dot. imigracji i emigracji. W tym czasie publikowała głównie artykuły fachowe w czasopiśmie "Praca i Opieka Społeczna". Współpracowała z Polskim Towarzystwem Polityki Społecznej. Była członkinią PPS i aktywną propagatorką lokatorskiego ruchu spółdzielczego. Od 1921 była członkinią Centralnego Wydziału Kobiecego PPS i współpracowniczką jej Centralnego Wydziału Kulturalno-Oświatowego. Działała też Klubach Kobiet Pracujących. Tłumaczyła zagraniczne teksty naukowe z nauk społecznych. Za lewicowe sympatie została w 1930 roku usunięta z zajmowanego od 1921 stanowiska naczelnika Wydziału Emigracji Lądowej w Polskim Towarzystwie Emigracyjnym.  Odtąd współpracowała głównie z Instytutem Gospodarstwa Społecznego, wprowadzając nowe standardy empirycznych badań socjologicznych. Od 1933 mieszkała i działała w Warszawskiej Spółdzielni Mieszkaniowej na Żoliborzu w Warszawie, m.in. w Komisji Bibliotecznej (1936-1938) i Kolegium Obywatelskim (1939). Od 1934 była członkiem zarządu Robotniczego Towarzystwa Służby Społecznej. 
Podczas okupacji niemieckiej dzięki staraniom jej byłego męża uzyskała obywatelstwo szwajcarskie. Mimo tego nie uzyskała zgody władz okupacyjnych na wyjazd do tego kraju. 1 grudnia 1943 Gestapo aresztowało ją i osadziło na Pawiaku, a potem została przeniesiona do niemieckiego obozu koncentracyjnego w Ravensbrück, gdzie zmarła.

### Publikacje
- Ameryka a emigracja europejska, "Polski Przegląd Emigracyjny" 1911
- Udział kobiet w gospodarstwie wychodźczym, "Polski Przegląd Emigracyjny" 1911
- Polskie wychodźstwo czasowe do Niemiec, Kraków 1916
- Społeczne skutki bezrobocia wśród fizycznych pracowników przemysłowych m. st. Warszawy w świetle ankiety roku 1931/32, Warszawa 1932

### Tłumaczenia
- Herman Oncken, Lassalle, Lwów 1908 [w serii Politycy i Ekonomiści)

### Odznaczenia
- 27 listopada 1929 została odznaczona Krzyżem Oficerskim Orderu Odrodzenia Polski[6].

## Rodzina
Urodziła się w rodzinie żydowskiej jako Malka Lipschütz, córka Ludwika w Bochni. W 1903 wyszła za mąż za znanego szwajcarskiego socjalistę Hermana Balsigera, z którym studiowała. W 1904 urodziła jedyną córkę, Jadwigę, która zmarła w 1916. Z mężem rozstała się w 1908.